# Veronica Tennant
Veronica Tennant (* 15. Januar 1947 in London) ist eine kanadische Balletttänzerin, Choreographin, Tanzpädagogin und Filmproduzentin.
Tennant begann ihre Ausbildung als Tänzerin an der Cone-Ripman School in London (1952–1955) und studierte ab 1956 an der National Ballet School of Canada unter Leitung von Betty Oliphant. 1964 debütierte sie mit dem National Ballet of Canada in der Titelrolle von John Crankos Ballett Romeo and Juliet, das später von Norman Campbell für die CBC produziert wurde. Es folgten rasch Hauptrollen in berühmten Balletten wie Schwanensee, Giselle  und Der Nussknacker, so dass sie nach dem Rückzug von Lois Smith als Primaballerina des Nationalballetts galt.
Sie tanzte die Titelrolle in Campbells Produktion von Cinderella für die CBC (1968), die mit einem Emmy Award ausgezeichnet wurde, war 1972 die erste Prinzessin Aurora des Nationalballetts in Rudolf Nurejews The Sleeping Beauty und hatte Erfolge in zahlreichen großen Rollen des klassischen Balletts des 19. Jahrhunderts.
Eine Knieverletzung unterbrach 1977 ihre Laufbahn, und sie schrieb in dieser Zeit das Kinderbuch On Stage Please. Nach ihrer Genesung glänzte sie in Rollen wie der Titania in Frederick Ashtons The Dream und Tatiana in Crankos Eugen Onegin. Sie arbeitete im Laufe ihrer Karriere mit internationalen Choreographen  wie Erik Bruhn, Roland Petit und Eliot Feld und kanadischen Choreographen wie James Kudelka (u. a. Washington Square), Ann Ditchburn (Mad Shadows), Constantin Patsalas (u. a. Canciones) und David Allan (u. a. Villanella). zusammen. Zu ihren Tanzpartnern zählten Nurejew, Anthony Dowell, Mikhail Baryshnikov, Peter Schaufuss, Earl Kraul, Edward Villella, Jean-Pierre Bonnefous, Frank Augustyn, Kevin Pugh, Raymond Smith und Rex Harrington. Tourneen führten sie u. a. in die USA, nach Japan und Europa.
1989 verabschiedete sich Tennant von der Bühne als Julia, in der gleichen Rolle, mit der sie ihren  ersten großen Erfolg gehabt hatte. Sie arbeitete dann als Choreographin für die Canadian Stage Company und das Tarragon Theatre, wirkte 1992 als Schauspielerin und Tänzerin beim Shaw Festival und choreographierte 1994 Cyrano beim Stratford Festival. Von 1989 bis 1992 war sie künstlerische Beraterin und Autorin bei der Sunday Arts Entertainment Production und produzierte für die CBC die Filme Salute to Dancers for Life (1994), Margie Gillis: Wild Hearts in Strange Times (1996) und Karen Kain: Dancing in the Moment (1998).
1998 gründete sie die Veronica Tennant Productions mit der sie u. a. die Filme Words Fail (1999), The Four Seasons (2000), The Governor General's Performing Arts Awards (2000), The Dancer's Story: The National Ballet of Canada (2002), Northern Light: Vision and Dreams (2003), A Pairing of Swans (2003) und Shadow Pleasures (2004) produzierte. 2001 wurde sie mit einem Stern auf dem Canada Walk of Fame, 2004 als Companion des Order of Canada ausgezeichnet. Die CBC produzierte über sie die Filme Veronica Tennant: A Dancer of Distinction (1983) und The Life and Times of Veronica Tennant: Renaissance Woman (2001).